# Gronant
Gronant é uma vila localizada em Flintshire, Gales e está a cerca de 2 milhas de Prestatyn. A população estimada de acordo com o censo de 2001 era de 1.595, destas 697 vivendo em residências. A idade média da população era de 41,4 anos, ligeiramente superior à média nacional. Na sequência de reorganização de toda a população, agora está listado sob a comunidade de Llanasa, sendo a população novamente listada no censo de 2011 num total de 1.527 pessoas.
As dunas de Gronant fazem parte de uma extensa rede de dunas que se estendem de Prestatyn, em Denbighshire, para o Ponto de Ayr, em Flintshire, na entrada para o Estuário de Dee. São designados como um local de Reserva Natural e o sistema de dunas como um todo é reconhecido como um Lugar de Especial Interesse Científico.